# فرقة المظليين السابعة
فرقة المظليين السابعة هي فولشيرجيرغر (المحمولة جوا) فرقة في الجيش الألماني خلال الحرب العالمية الثانية، نشطت في 1944-1945.
تم تشكيل الفرقة لأول مرة باسم Fallschirmjäger-Division Erdmann في أغسطس 1944، من مجموعة من وحدات التدريب وبقايا التشكيلات الأخرى، والتي سميت باسم قائدها فولفغانغ إردمان. قاتلو في أرنهيم أثناء ماركت جاردن في سبتمبر.  كانت تحتوي على أفواج 19 و20 و21 من فولشيرميرجير، وفوج مدفعية فولشيرجيرجير السابع. 
بقيت الفرقة على الجبهة الغربية لبقية الحرب، واستسلمت في أولدنبورغ مع نهاية الأعمال العدائية. 